# شهرستان ویلیامز (داکوتای شمالی)
شهرستان ویلیامز در مرز غربی ایالت داکوتای شمالی ایالات متحده، در کنار مونتانا واقع شده است. بر اساس سرشماری سال 2020، جمعیت 40950 نفر بوده است. آن را به پنجمین شهرستان پرجمعیت در داکوتای شمالی تبدیل کرده است. مقر این شهرستان ویلیستون است.این شهرستان۵٬۵۶۳٫۳۳ کیلومترمربع مساحت دارد.

## تاریخچه
در تاریخ داکوتای شمالی دو شهرستان ویلیامز وجود داشته است. اولین مورد، که در سال 1873 ایجاد شد، در جنوب رودخانه میسوری و در نزدیکی محل امروزی شهرستان های دان و مرسر قرار داشت. این شهرستان از طریق ایالت داکوتای شمالی به حیات خود ادامه داد، و در حالی که دومین شهرستان ویلیامز در سال 1891 ایجاد شد. بخشی از قلمرو آن توسط شهرستان مرسر جذب شد و بقیه به یک قلمرو سازمان‌یافته بازگردانده شد.
دومین شهرستان ویلیامز توسط قوه مقننه داکوتای شمالی در 2 مارس 1891 از شهرستان های قبلی بوفورد و فلانری که منحل شده بودند ایجاد شد. حکومت این شهرستان در 8 دسامبر 1891 سازماندهی شد. مرزهای این شهرستان در سال 1910 تغییر کرد، زمانی که بخشی از قلمرو آن برای ایجاد شهرستان Divide ضمیمه شد. مرزهای آن از آن زمان تاکنون بدون تغییر باقی مانده است.
این شهرستان به نام اراستوس اپلمن ویلیامز، یک مهاجر اروپایی-آمریکایی که در مجلس قانونگذاری منطقه داکوتا و مجلس قانونگذاری داکوتای شمالی خدمت می کرد، نامگذاری شده است. 

## جستارهای وابسه
https://en.wikipedia.org/wiki/Williams_County,_North_Dakota